# Fidelis Lionel Emmanuel Fernando
Fidelis Lionel Emmanuel Fernando (* 20. Mai 1948 in Jaffna) ist ein sri-lankischer Geistlicher und emeritierter römisch-katholischer Bischof von Mannar.

## Leben
Papst Paul VI. weihte ihn am 6. Januar 1973 zum Priester.
Papst Benedikt XVI. ernannte ihn am 28. November 2011 zum Titularbischof von Horta und Weihbischof in Colombo. Der Erzbischof von Colombo, Albert Malcolm Kardinal Ranjith, spendete ihm am 11. Februar des nächsten Jahres die Bischofsweihe; Mitkonsekratoren waren Erzbischof Joseph Spiteri, Apostolischer Nuntius in Sri Lanka, und Rayappu Joseph, Bischof von Mannar.
Am 22. November 2017 ernannte ihn Papst Franziskus zum Bischof von Mannar. Die Amtseinführung fand am 30. Dezember desselben Jahres statt.
Papst Franziskus nahm am 14. Dezember 2024 seinen altersbedingten Rücktritt an.